# 赖因弗里德·赫布斯特
赖因弗里德·赫布斯特（德語：Reinfried Herbst，1978年10月11日—），奥地利男子高山滑雪运动员。他曾代表奥地利参加2006年、2010年和2014年冬季奥林匹克运动会高山滑雪比赛，其中2006年冬季奥运会获得一枚银牌。